# Death March Fury
Death March Fury – debiutancki album studyjny polskiej supergrupy Masachist. Wydawnictwo ukazało się 10 kwietnia 2009 roku nakładem wytwórni muzycznej Witching Hour Productions. Okładkę płyty przygotował Eliran Kantor, który współpracował poprzednio z zespołem Testament.

## Lista utworów
Opracowano na podstawie materiału źródłowego.
| Nr | Tytuł utworu             | Słowa                | Muzyka         | Długość |
| -- | ------------------------ | -------------------- | -------------- | ------- |
| 1. | „Unveil the Grave”       | Michał Spryszak      | Thrufel, Daray | 02:52   |
| 2. | „Inborn Obedience”       | Michał Spryszak      | Thrufel, Daray | 01:46   |
| 3. | „Womb”                   | Michał Spryszak      | Thrufel, Daray | 03:24   |
| 4. | „Open the Wounds”        | Michał Spryszak      | Thrufel, Daray | 03:02   |
| 5. | „Noxious”                | Michał Spryszak      | Thrufel, Daray | 01:48   |
| 6. | „Malicious Cleansing”    | Michał Spryszak      | Thrufel, Daray | 03:06   |
| 7. | „Appearance of the Worm” | Michał Spryszak      | Thrufel, Daray | 06:15   |
| 8. | „Crush Them!!!”          | Michał Spryszak      | Thrufel, Daray | 01:52   |
| 9. | „Death Shall March”      | utwór instrumentalny | Thrufel, Daray | 02:05   |
|    |                          |                      |                | 26:10   |

## Twórcy
Opracowano na podstawie materiału źródłowego.
| - Wojciech „Pig” Wąsowicz – wokal prowadzący - Mariusz „Trufel” Domaradzki – gitara rytmiczna, gitara prowadząca, wokal wspierający - Dariusz „Daray” Brzozowski – perkusja - Arkadiusz „Aro” Jabłoński – gitara rytmiczna, wokal wspierający, keyboard, sampler - Filip „Heinrich” Hałucha – gitara basowa |  | - Ross Dolan – wokal wspierający (utwór 4) - Paweł Grabowski - produkcja muzyczna, miksowanie, inżynieria dźwięku - Szymon Czech – mastering - Eliran Kantor - okładka, oprawa graficzna - Anna Koszała - zdjęcia |